# Đỗ Khải
Đỗ Khải tên đầy đủ Đỗ Văn Khải (sinh ngày 1 tháng 4 năm 1974) là một cựu cầu thủ bóng đá người Việt Nam từng chơi ở vị trí Hậu vệ cho câu lạc bộ Hải Quan và Đội tuyển quốc gia Việt Nam. Anh có bố là Đỗ Cẩu, một hậu vệ nổi tiếng một thời của Đội tuyển bóng đá Việt Nam Cộng hòa. Dù chỉ thi đấu đỉnh cao trong hơn 7 năm (1996-2001), Đỗ Khải được xem là "lá chắn thép" rất hiệu quả trong màu áo đội tuyển bóng đá Việt Nam. Do bị một chấn thương rất nặng nên anh đành giã từ sân cỏ khi mới 28 tuổi.
Sau khi giải nghệ Đỗ Khải được ngành hải quan bố trí làm việc tại cửa khẩu cảng Sài Gòn khu vực 4 (Quận 9, TP.HCM) với nhiệm vụ giám sát kho bãi và cổng cơ quan. Anh cho rằng mình còn may mắn khi được cơ quan quan tâm xếp loại "các cầu thủ có nhiều cống hiến" để cho vào biên chế của ngành.

## Thành tích
Hải Quan
- Cúp quốc gia: 1996, 1997

Đội tuyển quốc gia Việt Nam
- Đại hội Thể thao Đông Nam Á
  - Huy chương bạc: 1995, 1999
  - Huy chương đồng: 1997
- Tiger Cup:
  - Á quân: 1998
  - Hạng ba: 1996

Cá nhân
- Quả bóng bạc Việt Nam: 2001
- Quả bóng đồng Việt Nam: 2000